# ATP Challenger Natal
Der ATP Challenger Natal (offiziell: Natal Challenger) war ein Tennisturnier, das zwischen 1993 und 1994 in Natal, Brasilien, stattfand. Es gehörte zur ATP Challenger Tour und wurde im Freien auf Sand gespielt.

## Liste der Sieger

### Einzel
| Jahr | Sieger           | Finalgegner       | Ergebnis      |
| ---- | ---------------- | ----------------- | ------------- |
| 1994 | Alejo Mancisidor | Fernando Meligeni | 6:3, 3:6, 7:5 |
| 1993 | Jaime Oncins     | Marcelo Ingaramo  | 3:6, 6:2, 6:3 |

### Doppel
| Jahr | Sieger                       | Finalgegner               | Ergebnis      |
| ---- | ---------------------------- | ------------------------- | ------------- |
| 1994 | Otavio Della Marcelo Saliola | Gastón Etlis Ricardo Mena | 6:4, 6:3      |
| 1993 | Stephen Noteboom Jack Waite  | Luiz Mattar Jaime Oncins  | 4:6, 6:0, 6:3 |